# Thyanta accerra
Thyanta accerra är en insektsart som beskrevs av Mcatee 1919. Thyanta accerra ingår i släktet Thyanta och familjen bärfisar. Inga underarter finns listade i Catalogue of Life.